# Ichthyaetus
Ichthyaetus er en slægt af fugle i familien mågefugle, der er udbredt med seks arter i dele af Europa, Asien og Afrika. Slægten er foreslået at omfatte visse af de fugle, der traditionelt blev placeret i slægten Larus, men på grund af ny viden om deres slægtskab nu placeres i deres egen slægt.
Fra Danmark kendes bl.a. sorthovedet måge (Ichthyaetus melanocephalus) som en sjælden, men regelmæssig trækgæst og for nylig også ynglefugl.

## Arter
De seks arter i slægten Ichthyaetus: 
- Reliktmåge, Ichthyaetus relictus
- Audouinsmåge, Ichthyaetus audouinii
- Sorthovedet måge, Ichthyaetus melanocephalus
- Stor sorthovedet måge, Ichthyaetus ichthyaetus
- Rødehavsmåge, Ichthyaetus leucophthalmus
- Sodfarvet måge, Ichthyaetus hemprichii